# Nelson (Nueva Zelanda)
La ciudad de Nelson está cerca del centro de Nueva Zelanda, en la costa de la bahía de Tasman y en el extremo septentrional de la Isla Sur, y es una autoridad unitaria.
Nelson es un centro de artesanía y todos los años alberga acontecimientos como el Festival de las Artes de Nelson. Los premios de arte ponible "Wearable Art Awards" comenzaron cerca de Nelson y en la actualidad hay un museo que los celebra cerca del aeropuerto.
Brightwater, cerca de Nelson, es el lugar donde nació Ernest Rutherford, físico ganador del Premio Nobel, cuya imagen aparece en el billete de 100 dólares neozelandeses, el de mayor denominación que circula en Nueva Zelanda.
Nelson lleva su nombre en honor del almirante Horatio Nelson, que derrotó a la flota franco-española en la batalla de Trafalgar de 1805. Muchas de las carreteras y zonas públicas que se encuentran alrededor de la ciudad llevan el nombre de personas y barcos asociados con la batalla. Trafalgar Street es el principal eje de la ciudad. Los habitantes de Nelson se llama nelsonianos.
El nombre maorí de Nelson, Whakatū, significa 'construir', 'elevar', o 'establecer'.

## Historia

### Primeros asentamientos

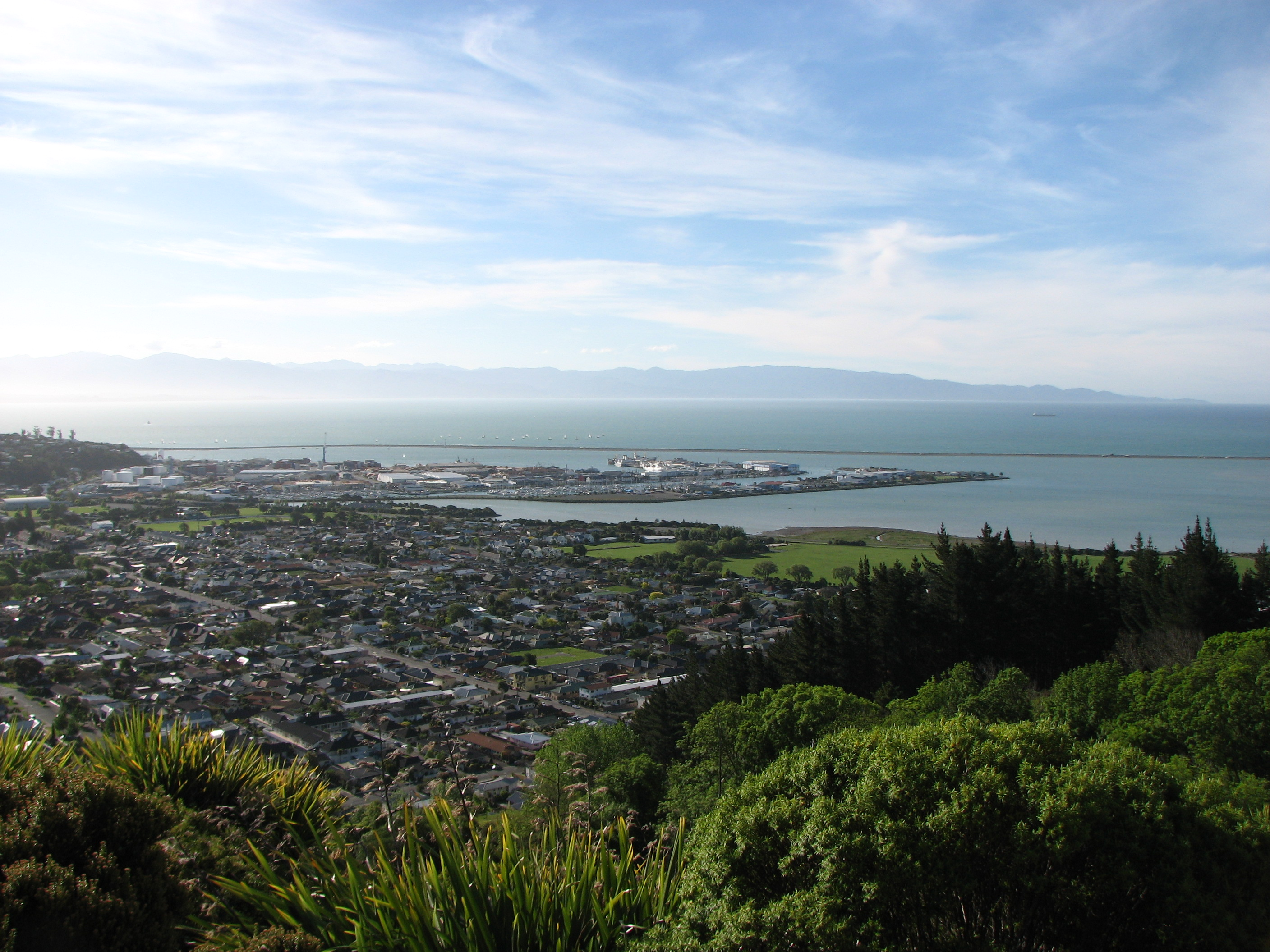
Vista de Nelson desde el "Centro de Nueva Zelanda".

Los maoríes comenzaron a asentarse en Nelson hace unos 1100 años. Hay pruebas de que los primeros asentamientos humanos de Nueva Zelanda se ubicaron alrededor de las regiones de Nelson y Marlborough. Las tribus más antiguas registradas en el distrito de Nelson son las iwi de Ngāti Kuia, Ngāti Tumatakokiri, Ngāti Apa y Rangitane.
Los ataques de las tribus norteñas en la década de 1820, dirigidos por Te Rauparaha y Ngāti Toa diezmaron y desplazaron a la población local.

### New Zealand Company

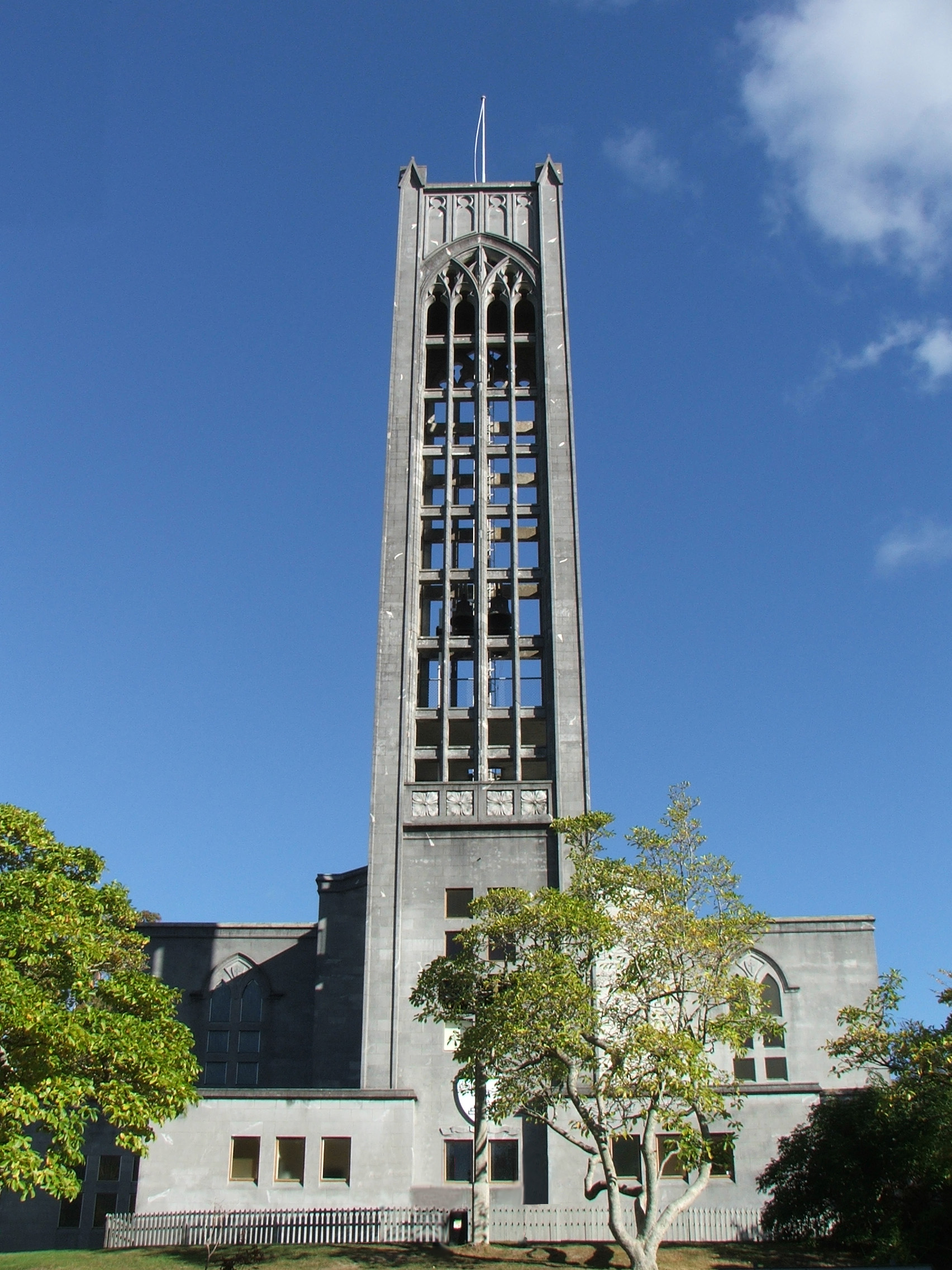
Catedral de Christ Church en la colina de la iglesia, Church Hill, centro de Nelson.

La New Zealand Company de Londres planeó el asentamiento de Nelson. Pretendían comprar a los maoríes unos 800 km², los cuales querían dividir en mil lotes y vender (con considerable beneficio) a los posibles pobladores. La Compañía quería financiar con los beneficios el pasaje de artesanos y obreros y sus familias así como la construcción de obras públicas. Sin embargo, en septiembre de 1841 tan solo se habían vendido un tercio de los lotes. A pesar de estas circunstancias, la colonia pudo comenzar.
Tres barcos salieron de Londres bajo el mando del capitán Arthur Wakefield. A su llegada a Nueva Zelanda, descubrieron que el nuevo Gobernador de la colonia, William Hobson no accedería a sus plan de comprar territorios a los maoríes ni decidir el lugar de la colonia. Sin embargo, tras cierto retraso, Hobson permitió a la Compañía explorar la bahía de Tasman Bay en el extremo septentrional de la Isla Sur. La Compañía seleccionó el lugar que ocuparía la ciudad de Nelson, porque tenía el mejor puerto natural de la zona. El principal inconveniente es que no disponía de tierras cultivables; Nelson se encuentra en el borde de una cordillera y en las cercanas llanuras de Waimea solo había unos 240 km², menos de un tercio de la superficie que se necesitaba según los planes de la Compañía.
La Compañía obtuvo de los maoríes una zona vagamente determinada que incluía Nelson, Waimea, Motueka, Riwaka y Whakapuaka, por la que pagaron ochocientas libras. Esto permitió que los asentamientos comenzaron, pero la falta de definición sería fuente de nuevos conflictos. Los tres barcos entraron en el puerto de Nelson en la primera semana de noviembre de 1841. Cuando los cuatro primeros barcos de inmigrantes llegaron, tres meses después, se encontraron con la ciudad ya esbozada con calles, algunas casa de maderas, tiendas de campaña y cobertizos. Estos barcos se llamaban Fifeshire, Mary-Ann, Lord Auckland y Lloyds. En un periodo de 18 meses la Compañía envió 18 barcos con 1052 hombres, 872 mujeres y 1384 niños. Sin embargo, menos de noventa de los pobladores disponía del capital para comenzar como terratenientes.
Es de mencionar que el primer asentamiento de la provincia de Nelson fue realizado por una alta proporción de inmigrantes alemanes, que llegaron en el barco Sankt Pauli y formaron el núcleo de los pueblos de Sarau (Upper Moutere) y Neudorf. La mayoría de estos alemanes eran protestantes luteranos, con una pequeña de católicos bávaros.
Tras un periodo inicial de breve prosperidad, la falta de tierra y capital hizo que el asentamiento tuviera que afrontar un periodo prolongado de relativa depresión. La inmigración organizada se detuvo hasta la década de 1850 y los trabajadores tuvieron que aceptar recortes de un tercio de sus salario. A finales de 1843 artesanos y jornaleros empezaron a abandonar Nelson y hacia 1846 alrededor del veinticinco por ciento de los inmigrantes se había ido.
La presión por encontrar más tierra cultivable se fue haciendo más intensa. Al sureste de Nelson se encontraban las fértiles llanuras del valle de Wairau. La New Zealand Company decía que había adquirido el terreno. Los propietarios maoríes declaraban que el valle de Wairau no había formado parte de la adquisición original y dejaron claro que resistirían cualquier intento de los pobladores por ocupar el área. Los pobladores de Nelson, dirigidos por Arthur Wakefield y Henry Thompson intentaron hacerlo, lo que resultó en el enfrentamiento de Wairau Affray, en el que murieron 22 pobladores. La siguiente investigación del Gobierno exoneró a los maoríes y encontró que los pobladores de Nelson no tenían legitimidad para reclamar ningunas tierras fuera de la bahía de Tasman.

### Provincia de Nelson
Entre 1853 y 1876, año en que se abolieron los gobiernos provinciales, Nelson fue la capital de la provincia de Nelson.
La fecha del aniversario provincial de Nelson es el 1 de febrero, que es festivo que se celebra el lunes más próximo.

## Geografía
La región de Nelson-Tasman es administrada como dos autoridades unitarias por el Ayuntamiento de Nelson Nelson City Council y el adyacente Consejo del Distrito de Tasman (Tasman District Council), que tiene sede en Richmond 15 kilómetros al suroeste. Se encuentra entre Marlborough, otra autoridad unitaria al este, y el West Coast Regional Council al oeste.

### Parques nacionales
Nelson está rodeado por montañas por tres lados, con la bahía de Tasman Bay por el otro. La región es la puerta de acceso al parque nacional Abel Tasman, el parque nacional Kahurangi, los lagos Rotoiti y Rotoroa dentro del parque nacional de los Lagos Nelson. Es un centro de turismo verde y de aventura y mantiene una reputación para los aficionados a la espeleología, gracias a los importantes sistemas de cuevas cerca de Takaka Hill y los montes Owen y Arthur, que poseen las mayores cavernas exploradas en el hemisferio sur.

### Clima
Suele decirse que Nelson tiene el mejor clima de Nueva Zelanda, ya que suele estar al frente de las estadísticas nacionales de horas de sol, con un promedio anual de más de 2400 horas.
| Parámetros climáticos promedio de Nelson (normales 1981–2010) | Parámetros climáticos promedio de Nelson (normales 1981–2010) | Parámetros climáticos promedio de Nelson (normales 1981–2010) | Parámetros climáticos promedio de Nelson (normales 1981–2010) | Parámetros climáticos promedio de Nelson (normales 1981–2010) | Parámetros climáticos promedio de Nelson (normales 1981–2010) | Parámetros climáticos promedio de Nelson (normales 1981–2010) | Parámetros climáticos promedio de Nelson (normales 1981–2010) | Parámetros climáticos promedio de Nelson (normales 1981–2010) | Parámetros climáticos promedio de Nelson (normales 1981–2010) | Parámetros climáticos promedio de Nelson (normales 1981–2010) | Parámetros climáticos promedio de Nelson (normales 1981–2010) | Parámetros climáticos promedio de Nelson (normales 1981–2010) | Parámetros climáticos promedio de Nelson (normales 1981–2010) |
| Mes                                                           | Ene.                                                          | Feb.                                                          | Mar.                                                          | Abr.                                                          | May.                                                          | Jun.                                                          | Jul.                                                          | Ago.                                                          | Sep.                                                          | Oct.                                                          | Nov.                                                          | Dic.                                                          | Anual                                                         |
| ------------------------------------------------------------- | ------------------------------------------------------------- | ------------------------------------------------------------- | ------------------------------------------------------------- | ------------------------------------------------------------- | ------------------------------------------------------------- | ------------------------------------------------------------- | ------------------------------------------------------------- | ------------------------------------------------------------- | ------------------------------------------------------------- | ------------------------------------------------------------- | ------------------------------------------------------------- | ------------------------------------------------------------- | ------------------------------------------------------------- |
| Temp. máx. media (°C)                                         | 22.4                                                          | 22.6                                                          | 21.0                                                          | 18.1                                                          | 15.6                                                          | 13.1                                                          | 12.5                                                          | 13.4                                                          | 15.0                                                          | 16.9                                                          | 18.9                                                          | 20.7                                                          | 17.5                                                          |
| Temp. media (°C)                                              | 17.8                                                          | 17.9                                                          | 16.1                                                          | 13.2                                                          | 10.5                                                          | 7.9                                                           | 7.2                                                           | 8.4                                                           | 10.4                                                          | 12.4                                                          | 14.3                                                          | 16.4                                                          | 12.7                                                          |
| Temp. mín. media (°C)                                         | 13.2                                                          | 13.3                                                          | 11.3                                                          | 8.3                                                           | 5.5                                                           | 2.7                                                           | 1.9                                                           | 3.4                                                           | 5.7                                                           | 7.8                                                           | 9.8                                                           | 12.0                                                          | 7.9                                                           |
| Precipitación total (mm)                                      | 76.5                                                          | 63.5                                                          | 70.8                                                          | 80.9                                                          | 82.0                                                          | 92.7                                                          | 77.6                                                          | 81.9                                                          | 85.1                                                          | 87.2                                                          | 78.3                                                          | 83.6                                                          | 960.1                                                         |
| Días de precipitaciones (≥ 1.0 mm)                            | 6.8                                                           | 5.8                                                           | 6.6                                                           | 6.5                                                           | 7.3                                                           | 8.2                                                           | 7.8                                                           | 8.6                                                           | 9.9                                                           | 9.4                                                           | 7.9                                                           | 8.6                                                           | 93.3                                                          |
| Horas de sol                                                  | 267.5                                                         | 231.4                                                         | 230.4                                                         | 196.2                                                         | 175.7                                                         | 143.3                                                         | 159.0                                                         | 182.2                                                         | 189.3                                                         | 221.4                                                         | 234.9                                                         | 241.1                                                         | 2472.4                                                        |
| Humedad relativa (%)                                          | 74.4                                                          | 78.5                                                          | 79.6                                                          | 83.0                                                          | 87.8                                                          | 89.6                                                          | 90.0                                                          | 86.6                                                          | 79.7                                                          | 76.9                                                          | 73.7                                                          | 74.2                                                          | 81.2                                                          |
| Fuente: NIWA Climate Data                                     |                                                               |                                                               |                                                               |                                                               |                                                               |                                                               |                                                               |                                                               |                                                               |                                                               |                                                               |                                                               |                                                               |

### Centro geográfico de Nueva Zelanda

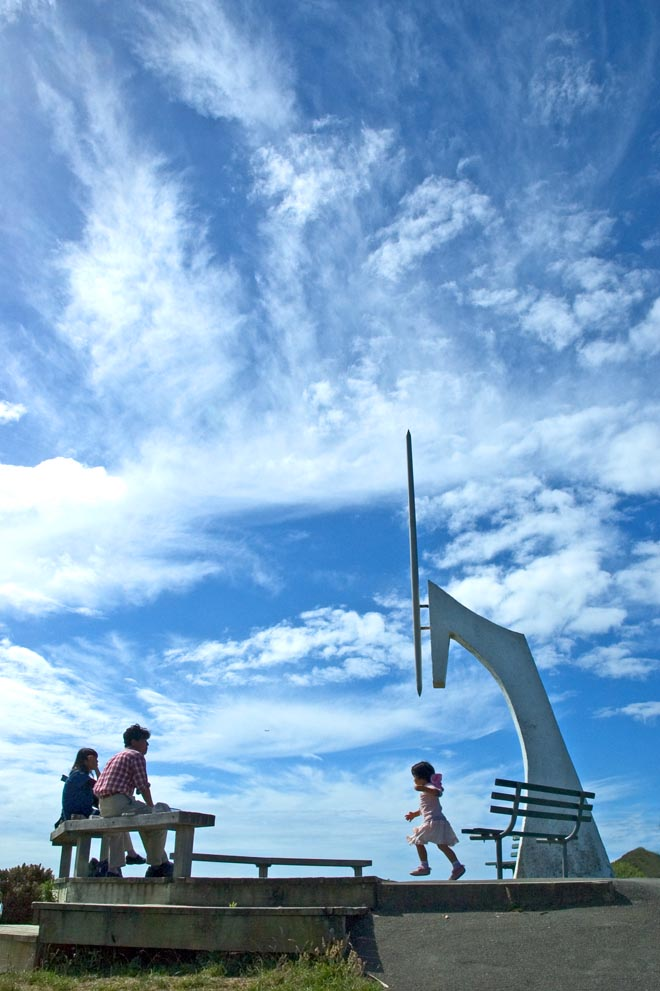
Indicador del "Centro de Nueva Zelanda"

El "Centro of New Zealand" se encuentra en Nelson; en la cima de una colina cercana al centro de la ciudad. Sin embargo, este supuesto "centro" fue simplemente el punto de comienzo convencional para la topografía trigonométrica de la Isla Sur. El auténtico centro geográfico se encuentra en un bosque en Spooners Range, cerca de Tapawera, 35 kilómetros al suroeste de Nelson: 41°30′S 172°50′E / -41.500, 172.833.

### Población
La población total de Nelson subió de 41 568 habitantes en 2001 a 42 888 habitantes in 2006, mientras que la del Distrito de Tasman subió de 41 352 habitantes a 44 625 habitantes, superando por primera vez la de la ciudad de Nelson.
Las estadísticas que publicó Statistics New Zealand en 2007 mostraban que 3774 personas nacidas en el Reino Unido e Irlanda vivían en la zona del Nelson City Council y constituían el 9.1 % de la población,  - la mayor proporción de residentes del Reino Unido e Irlanda en toda Nueva Zelanda - con otro 9.5 % de nacidos en el extranjero. Aunque Statistics New Zealand ya no hace estadísticas del número de residentes nacidos en países de lengua alemana, la Embajada de la República Federal Alemana en Wellington ha declarado que hay una mayor proporción de alemanas en la zona de Nelson que en ningún otro lugar de Nueva Zelanda.

### Arquitectura
A diferencia de muchos pueblos y ciudades de Nueva Zelanda, Nelson mantiene muchos edificios victorianos en su centro histórico y hay una calle entera que ha sido declarada de valor histórico: South Street.

#### Edificios históricos

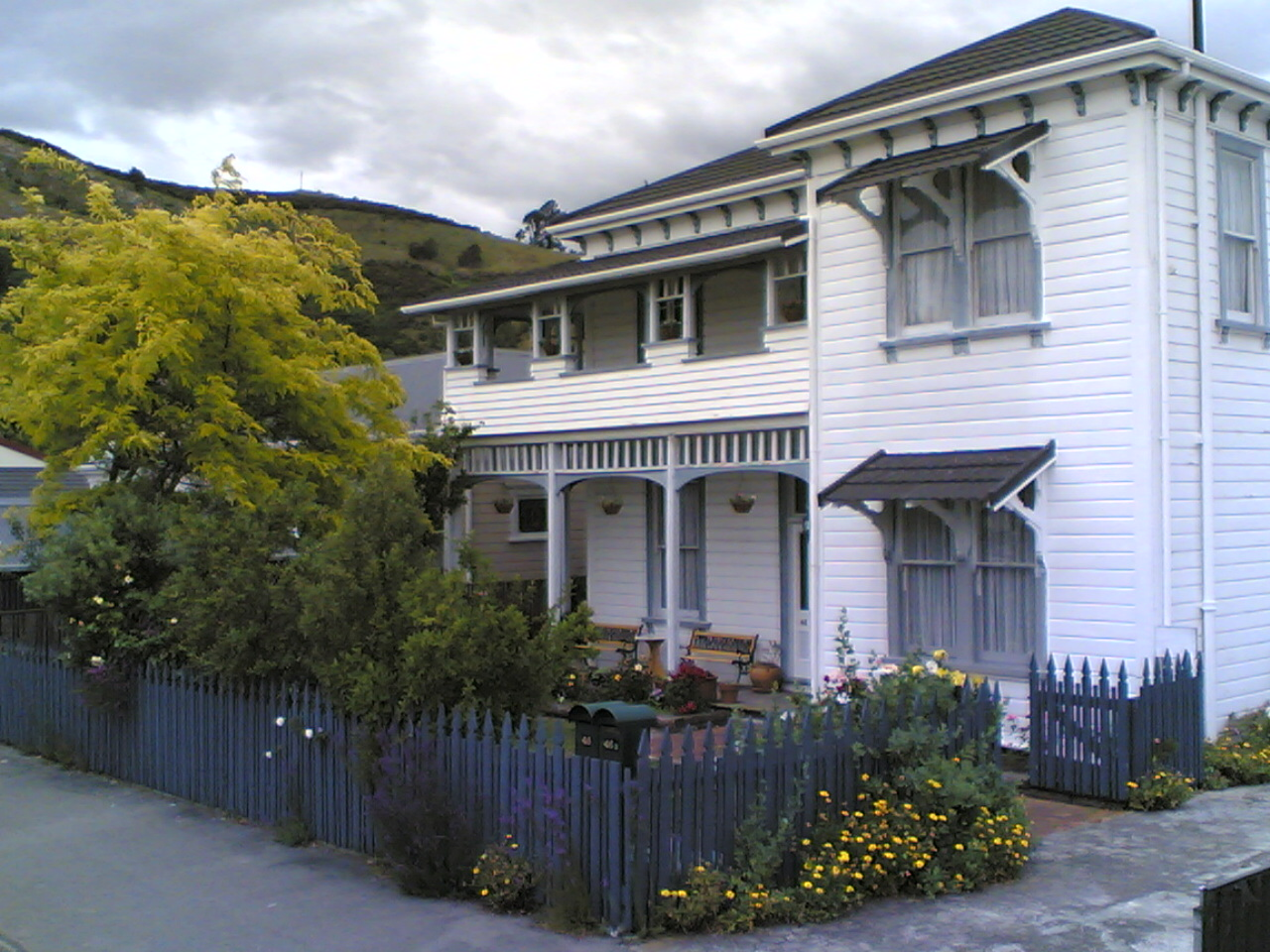
Amber House.

- Christ Church Cathedral, Nelson
- Amber House
- Broadgreen House
- Cabragh House
- Chez Eelco
- Founders Park Windmill
- Isel House
- Melrose House
- Nelson Central School Renwick House
- Victorian Rose Pub
- Redwood College (Founders Park

### Museos
La región de Nelson alberga varios museos:
- El Museo Provincial de Nelson Nelson Provincial Museum acoge una colección de artefactos de importancia local.
- El "Mundo del Arte Ponible" World of Wearable Art contiene una colección de coches y trabajos de los Premios de Arte Ponible.

### Parques y zoo
Nelson tiene un gran número de parque públicos y reservas mantenidas por el Ayuntamiento de Nelson.
El Parque Zoológico de Natureland es una pequeña instalación cercana a Tahunanui Beach. Tiene éxito entre los niños, que pueden acercarse al wallaby, monos, llamas, alpacas, cerdos, nutrias y pavorreales. Hay también tortugas, peces tropicales y un aviario.

## Deporte
La ciudad cuenta con varios clubes de distintos deportes. Entre los principales se encuentran:
- Tasman United, franquicia de fútbol que disputa el Campeonato de Fútbol.
- Asociación de Críquet de Nelson, participante de la Hawke Cup.
- Nelson Giants, equipo de la National Basketball League.
- Nelson Suburbs, club de fútbol que juega en la Mainland Premier League.
- Tasman Makos, equipo de rugby de la National Provincial Championship.
- Tasman Titans, equipo de rugby de la Rugby League Cup.

## Ciudades hermanadas
- Miyazu, Kioto, Japón
- Huangshi, República Popular China
- Eureka, California, Estados Unidos de América